# Nicolas Cordier
Pour les articles homonymes, voir Cordier (homonymie).
Nicolas Cordier (Nicolo Cordieri da Lorena ou Nicola Cordigheri en Italien), dit Il Franciosino, né dans le duché de Lorraine en 1567 et mort à Rome le 29 novembre 1612, est un sculpteur lorrain actif en Italie.

## Biographie

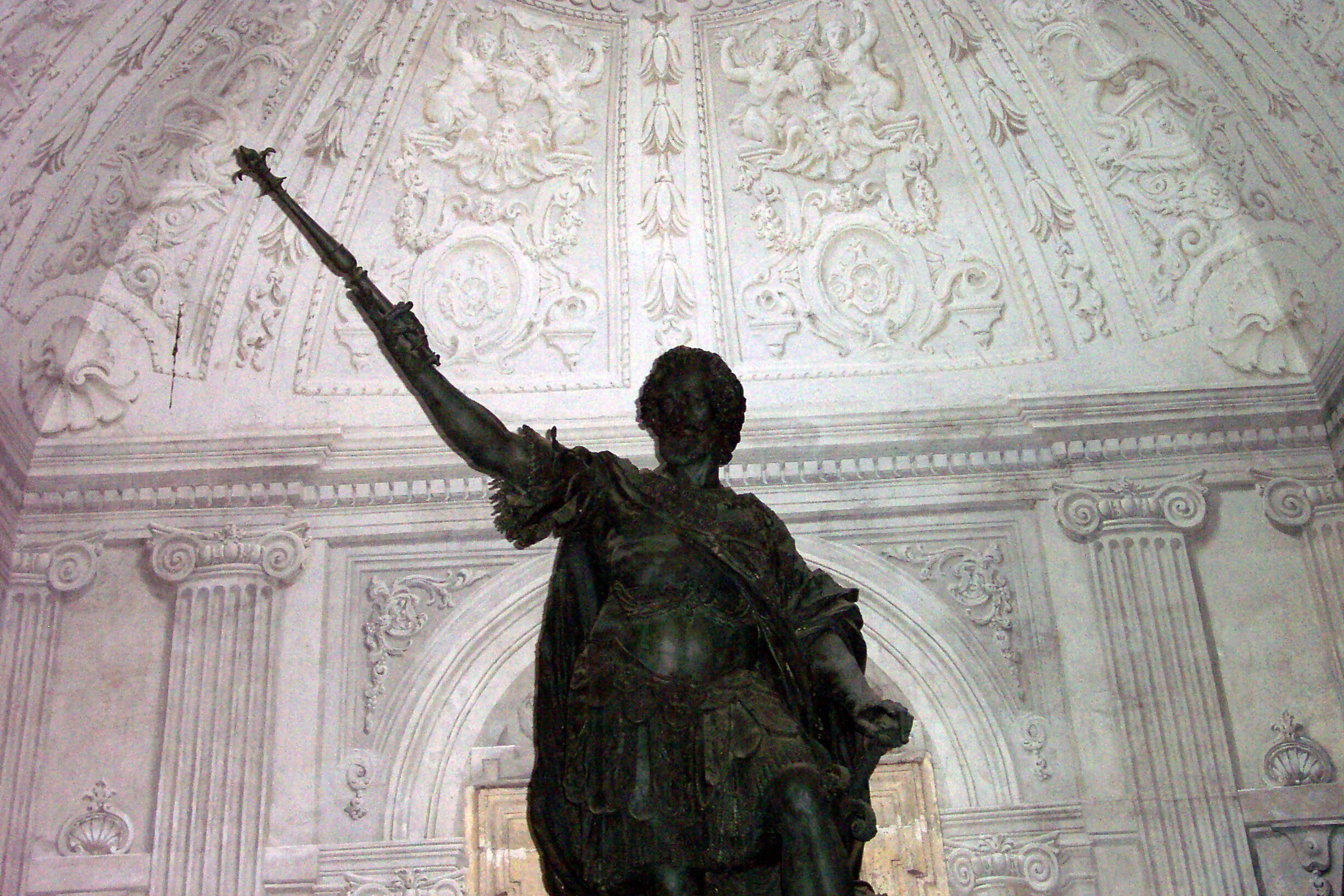
Détail de la Statue du roi Henri IV, Rome, basilique Saint-Jean-de-Latran.

Originaire de Lorraine, d'où les surnoms (Il Loreno, Lorenese, Niccolo Lorina ou della Lorena) qui lui ont été donnés en Italie. Cependant, "il franciosino" veut dire le petit français, diminutif du mot archaïque "francisé" que l'on trouve chez l'Arioste ou chez Machiavel. Nicolas Cordier serait né à Saint-Mihiel, patrie de Ligier Richier. Il n'existe pas de lien direct avec un sculpteur homonyme (Nicolaus Cordier quondam Mengyndi loco sancti Myel Verdunensis diocesis sculptor) mentionné dans un document datant de 1649, soit 37 ans après la mort du Franciosino. Nicolas Cordier aurait ainsi été l'élève de Gérard Richier, fils de Ligier.
Après un passage à la cour nancéienne du duc Charles III, c'est sous la protection de ce dernier que Nicolas Cordier s'installe à Rome dès 1592, où il dirige dès avant 1604 un atelier situé Via de' Pontefici, et où il se marie en 1607 avec Cleria Quarta, fille de l'architecte Muzio Quarta et filleule de l'architecte Domenico Fontana. Stefano Maderno a été son élève. Parmi les mécènes et commanditaires du sculpteur figurent les papes Clément VIII et Paul V ainsi que les cardinaux Cesare Baronio, Paolo Emilio Sfondrati, Pietro Aldobrandini, neveu de Clément VIII, Alexandre de Médicis (futur Léon XI), Maffeo Barberini (futur Urbain VIII), et Scipion Borghèse, cousin de Paul V. Le cardinal Borghèse lui fait notamment restaurer le groupe antique des Trois Grâces et lui confie la réalisation de sculptures profanes polychromes à partir de fragments d'autres statues de l'Antiquité. En 1606, les chanoines du Latran le choisissent pour immortaliser le roi de France Henri IV.
Membre de l'Académie de Saint-Luc dès 1604, Cordier appartient également à la Pontificia Congregazione dei Virtuosi del Panteone et à l'Universita dei Marmorari.
Atteint de surmenage et de maux d'estomac, Nicolas Cordier meurt en 1612 dans sa maison située dans la paroisse Sant'Andrea delle Fratte. Il est inhumé à Rome dans l'église française de la Trinité-des-Monts.

## Œuvre
Sauf mention contraire, il s'agit de statues en marbre conservées à Rome.

Œuvres de Nicolas Cordier
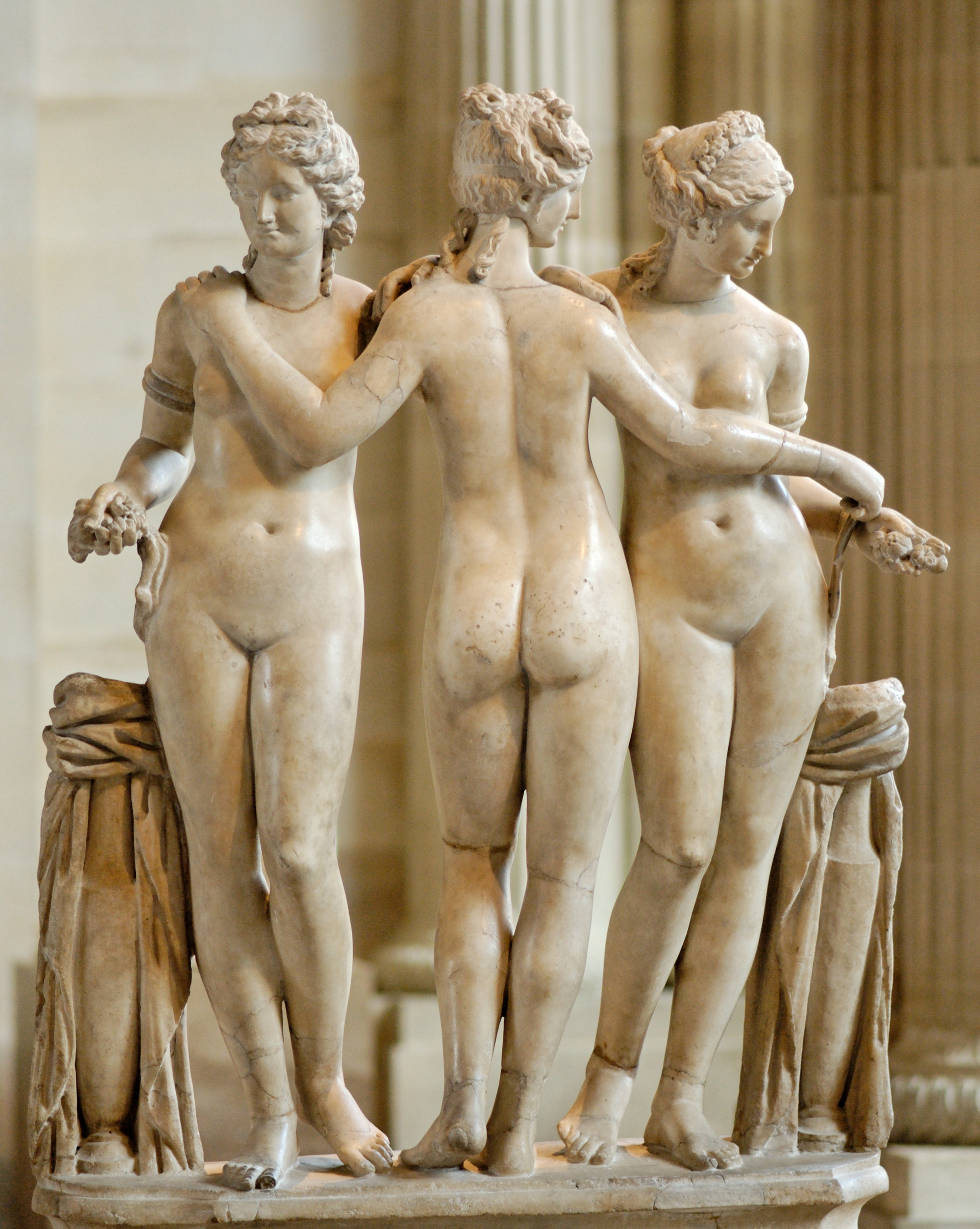
Les Trois Grâces, Paris, musée du Louvre. Groupe antique restauré pour le cardinal Borghèse.
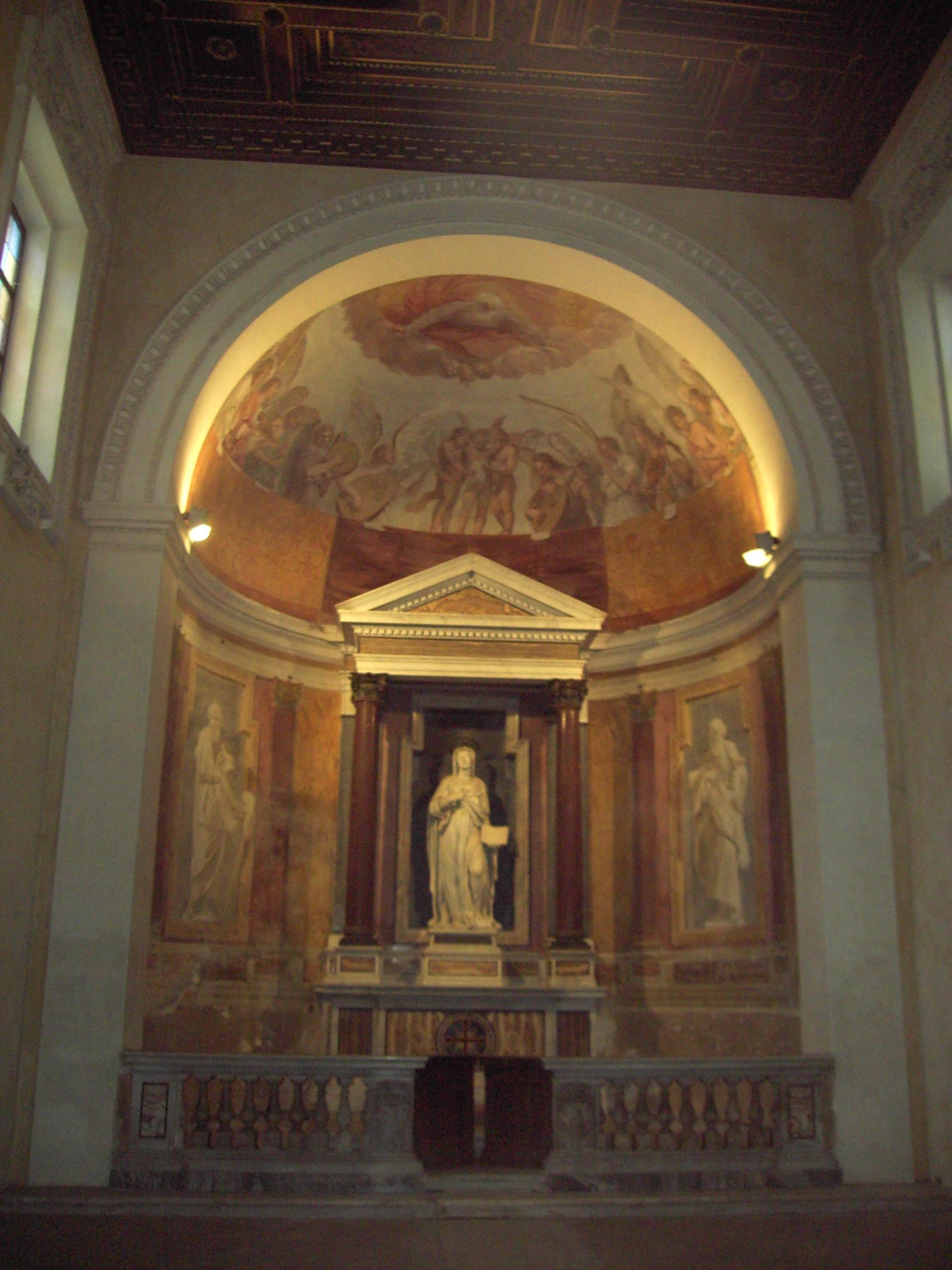
Sainte Sylvie, Rome, San Gregorio al Celio
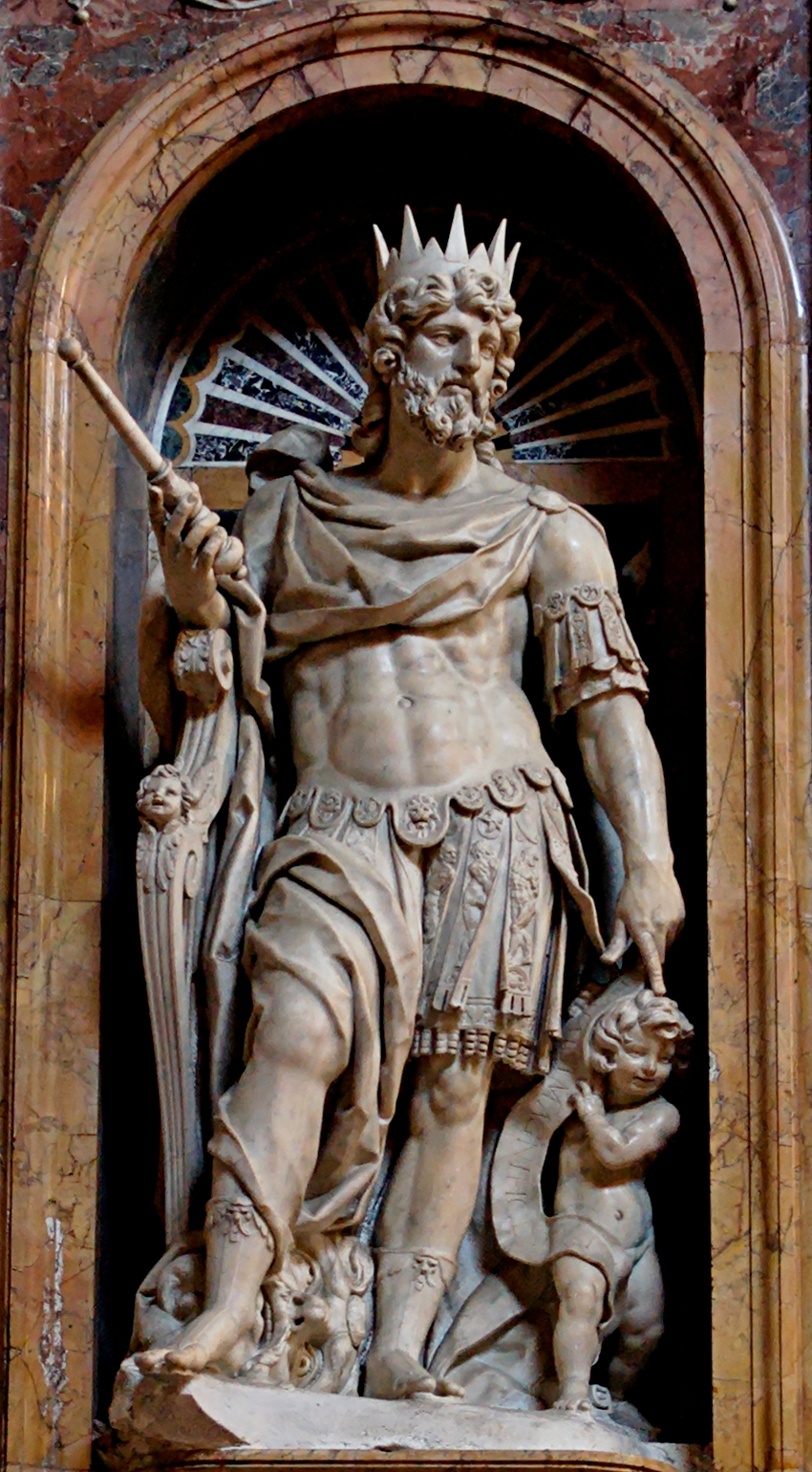
David, Rome, basilique Sainte-Marie-Majeure.
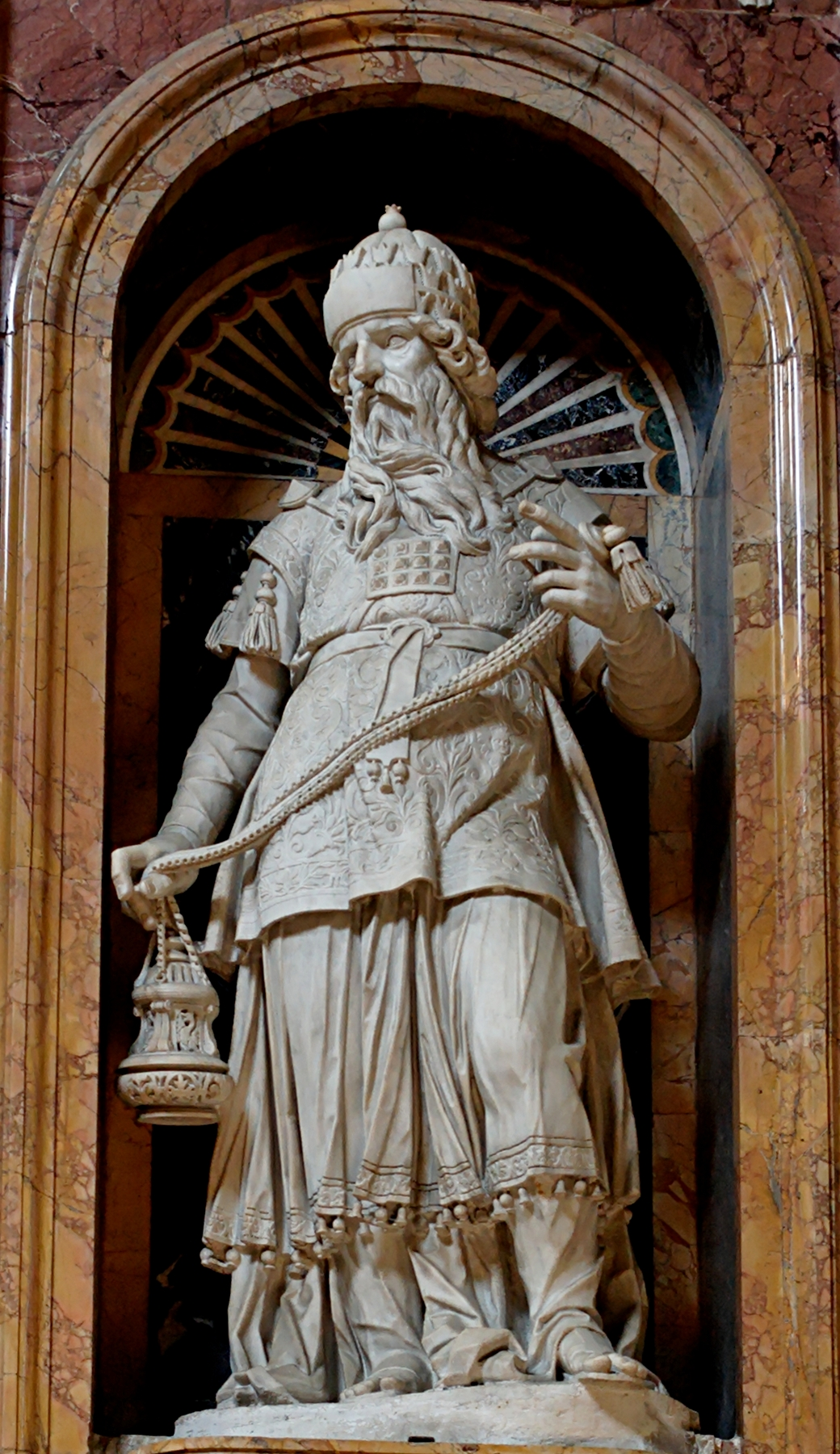
Aaron, Rome, basilique Sainte-Marie-Majeure.
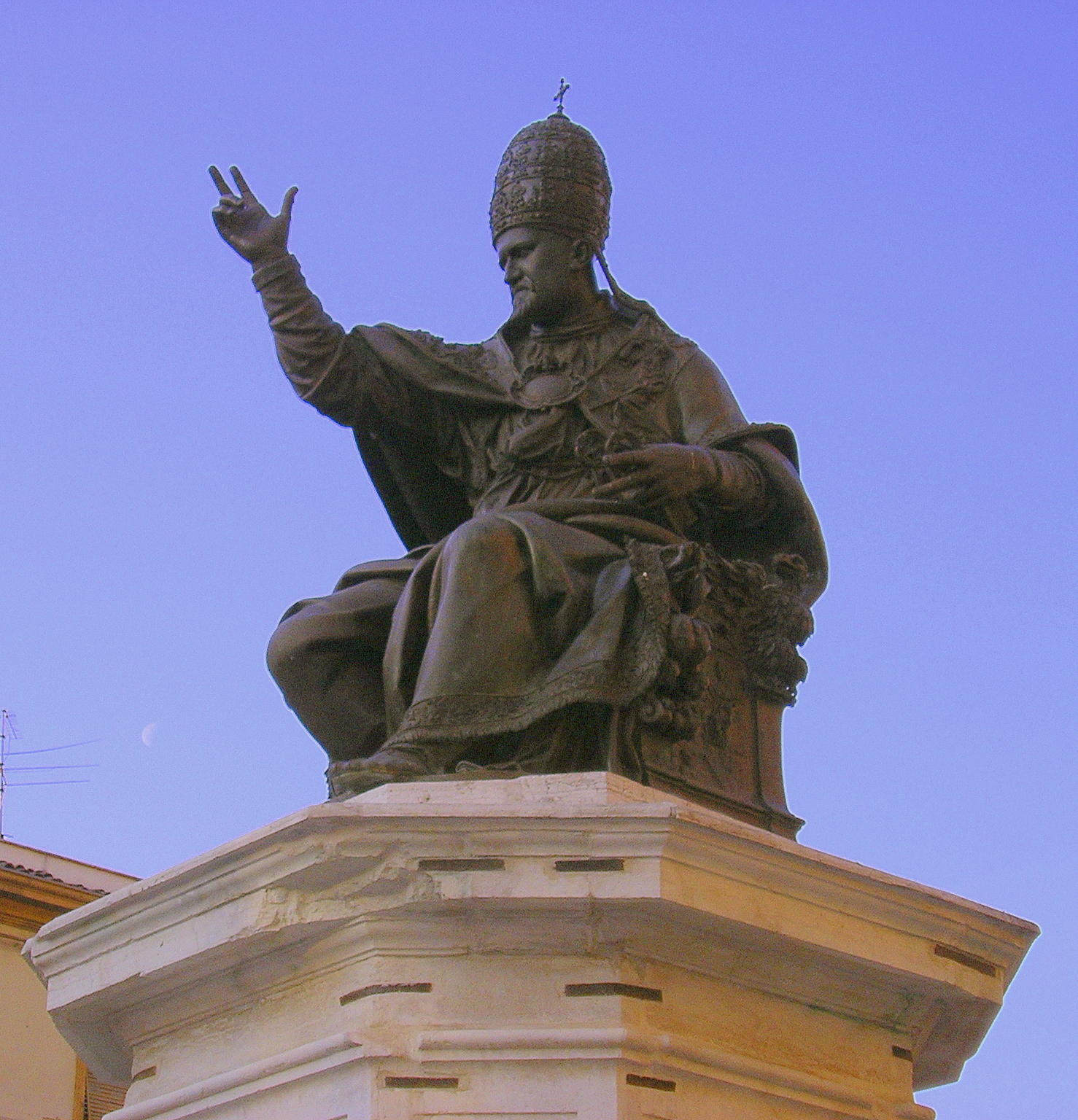
Paul V, Rimini, place Cavour.
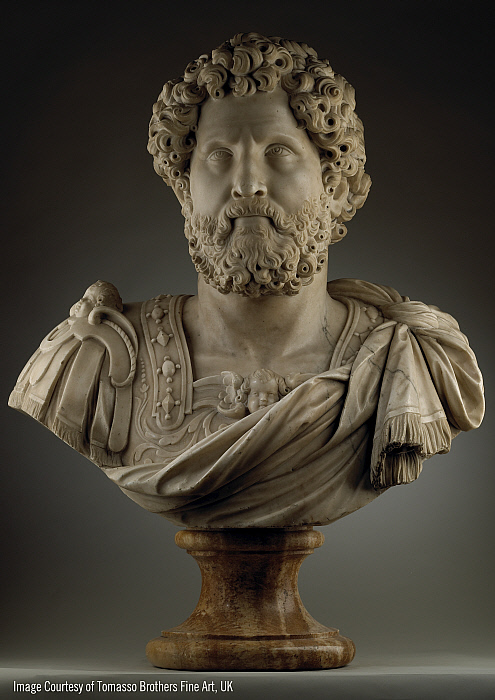
Buste de l'Empereur Antonin le Pieux, 1600, marbre, 86 × 66 cm, Williamstown, Clark Art Institute.

- Saint Grégoire-le-Grand et Sainte Sylvie, oratoires Santa Barbara et Santa Silvia à l'église San Gregorio al Celio[8],[3], 1602[6]-1604.
- Tombeaux de Silvestro Aldobrandini et de son épouse Lesa Deti (parents de Clément VIII), chapelle Aldobrandini de la basilique de la Minerve (en collaboration avec l'architecte Guglielmo Della Porta ; les anges du fronton sont de Stefano Maderno)[9], après 1602[6]. La Charité existe aussi en bronze, de format réduit, au Victoria & Albert Museum.
- Saint Sébastien et buste de Silvestre Aldobrandini, chapelle Aldobrandini de la basilique de la Minerve[9],[3], après 1602[6].
- Un des neuf anges de la chapelle du Saint-Sacrement, basilique Saint-Jean-de-Latran, 1600[10],[3].
- Sainte Agnès, tronc antique en albâtre, tête et membres en bronze doré, maître-autel de la basilique Sainte-Agnès-hors-les-Murs, avant 1605[3].
- Buste de Léon XI, modèle en plâtre[6], localisation inconnue, 1605.
- Bustes de Clément VIII et Paul V, porte de la sacristie de la basilique Sainte-Agnès-hors-les-Murs, après 1605[11].
- Buste de Paul V, Bibliothèque vaticane, après 1605[11].
- (Avec Ambrogio Malvicino) Anges ailés soutenant les armes de Paul V, façade du côté de la sacristie de la basilique Sainte-Marie-Majeure, 1607[10].
- (Avec Ambrogio Malvicino) Anges ailés soutenant les armes de Paul V, façade du palais du Vatican, vers 1607[10].
- Ange, anciennement portail des Suisses,aujourdhui "portail de Bronze" palais du Vatican[3].
- La Bohémienne, marbre antique et bronze, Galerie Borghèse, entre 1607 et 1612 (de la même manière, "Le More" à Paris au musée du Louvre).
- Les Trois Grâces, groupe antique de la collection Borghèse restauré par Cordier en 1609, Paris, musée du Louvre.
- Groupe d'un enfant, d'un trident et de quatre monstres marins pour une fontaine, anciennement au Belvédère, 1609-1610[10].
- Aaron, David, Saint Athanase (ou Saint Denis) et Saint Bernard, autour du tombeau de Clément VIII, chapelle Borghèse de la basilique Sainte-Marie-Majeure, 1609-1612[10].
- Henri IV, bronze, au fond du portique sous l'ancienne loggia de la bénédiction de la basilique Saint-Jean-de-Latran, 1606-1609[6].
- Bustes de Saint Pierre et Saint Paul, basilique Saint-Sébastien-hors-les-Murs, après 1609[11].
- Tête de Maure, Collections nationales de Dresde, Skulpturensammlung, vers 1610.
- Paul V, bronze, Rimini, place Cavour, avant 1612 (mais érigée en 1614)[12].
- Maure « Borghèse », assemblage d'éléments anciens et modernes en marbre et albâtre, ancienne collection Borghèse, Paris, musée du Louvre, vers 1611-1612[13].

### Attributions discutées ou incertaines
- Tombeau de Virginie Pucci, basilique de la Minerve[8] (daté de 1568 et attribuée à un sculpteur toscan par Steven F. Ostrow[14]).
- Panneaux en relief de part et d'autre de la statue de Pie V, basilique Sainte-Marie-Majeure (attribués par Georges Sobotka et Paul Fiel à Nicolo Pippi d'Arras et Egidio della Riviera)[8], 1588-1589.
- Bas-reliefs représentant la tête de Saint Paul, église de Saint-Paul-aux-trois-fontaines[10].
- La Louve allaitant Romulus et Rémus, ancienne collection Borghèse, Paris, musée du Louvre.
- Buste de l'empereur Vitellius, marbre et bronze doré, marché de l'art, localisation actuelle inconnue.
- Gladiateur Borghèse, Paris, musée du Louvre, restauré en 1611.
- Saint Pierre et Saint Paul, fronton de l'église de Saint-Paul-aux-trois-fontaines[9].